# Нонненгорн
Нонненгорн (нім. Nonnenhorn) — громада в Німеччині, знаходиться в землі Баварія. Підпорядковується адміністративному округу Швабія. Входить до складу району Ліндау.
Площа — 1,96 км2. Населення становить 1799 ос. (станом на 31 грудня 2020).